# Nguyên Hối
Nguyên Hối (chữ Hán giản thể: 源汇区, phồn thể: 源匯區, Hán Việt: Nguyên Hối khu) là một quận thuộc địa cấp thị Tháp Hà (chữ Hán giản thể: 漯河市), tỉnh Hà Nam, Cộng hòa Nhân dân Trung Hoa. Quận Nguyên Hối có diện tích 201 km2, dân số năm 2004 là 310.000 người. Mã số bưu chính của Nguyên Hối là 462000. Quận lỵ đóng ở Lão Nhai.
Quận này được chia ra thành các đơn vị hành chính gồm 5 nhai đạo: Lão Nhai, Mã Lộ Nhai, Thuận Hà, Thiên Kiều Nhai và Cán Hà Trần; 1 trấn Đại Lưu và 3 hương: Không Trủng Quách, Vấn Thập và Âm Dương Triệu.